# Bekkaria
Bekkaria (în arabă بكارية) este o comună din provincia Tébessa, Algeria.
Populația comunei este de 9.917 locuitori (2008).